# Liste der Einträge im National Register of Historic Places in Sherborn (Massachusetts)

Lage des Middlesex County in Massachusetts

Die Liste der Einträge im National Register of Historic Places in Sherborn in Massachusetts führt alle Bauwerke, National Historic Landmarks und Historic Districts in Sherborn auf, die in das National Register of Historic Places aufgenommen wurden.
Die vorliegende Liste wurde aufgrund der Vielzahl an Einträgen in Sherborn ausgelagert und ist integraler Bestandteil der Liste der Einträge im National Register of Historic Places im Middlesex County.

## Legende
| NRHP | Historic Place    |
| HD   | Historic District |

## Aktuelle Einträge
| [ 2 ] | Name                                            | Bild                                            | Eintragsdatum                 | Lage                                           | Ort      | Beschreibung                                   |
| ----- | ----------------------------------------------- | ----------------------------------------------- | ----------------------------- | ---------------------------------------------- | -------- | ---------------------------------------------- |
| 1     | Assington                                       | Assington                                       | 3. Jan. 1986 ID-Nr. 86000490  | 172 Forest St. 42° 13′ 41″ N, 71° 20′ 30″ W    | Sherborn |                                                |
| 2     | Bullen-Stratton-Cozzen House                    | Bullen-Stratton-Cozzen House                    | 3. Jan. 1986 ID-Nr. 86000496  | 52 Brush Hill Rd. 42° 15′ 15″ N, 71° 24′ 6″ W  | Sherborn |                                                |
| 3     | Clark-Northrup House                            | Clark-Northrup House                            | 3. Jan. 1986 ID-Nr. 86000497  | 93 Maple St. 42° 14′ 19″ N, 71° 23′ 14″ W      | Sherborn |                                                |
| 4     | Joseph Cleale House                             | Joseph Cleale House                             | 3. Jan. 1986 ID-Nr. 86000498  | 147 Western Ave. 42° 14′ 21″ N, 71° 24′ 23″ W  | Sherborn |                                                |
| 5     | Rev. Edmund Dowse House                         | Rev. Edmund Dowse House                         | 3. Jan. 1986 ID-Nr. 86000499  | 25 Farm Rd. 42° 14′ 19″ N, 71° 21′ 55″ W       | Sherborn |                                                |
| 6     | Edward’s Plain-Dowse’s Corner Historic District | Edward’s Plain-Dowse’s Corner Historic District | 3. Jan. 1986 ID-Nr. 86000492  | 42° 15′ 11″ N, 71° 22′ 6″ W                    | Sherborn |                                                |
| 7     | Thomas Fleming House                            | Thomas Fleming House                            | 3. Jan. 1986 ID-Nr. 86000500  | 18 Maple St. 42° 14′ 28″ N, 71° 22′ 29″ W      | Sherborn |                                                |
| 8     | Addington Gardner House                         | Addington Gardner House                         | 9. März 1990 ID-Nr. 90000179  | 128 Hollis St. 42° 12′ 58″ N, 71° 23′ 55″ W    | Sherborn |                                                |
| 9     | Eleazer Goulding House                          | Eleazer Goulding House                          | 3. Jan. 1986 ID-Nr. 86000501  | 137 Western Ave. 42° 14′ 27″ N, 71° 24′ 24″ W  | Sherborn |                                                |
| 10    | Charles Holbrook House                          | Charles Holbrook House                          | 3. Jan. 1986 ID-Nr. 86000502  | 137 S. Main St. 42° 13′ 31″ N, 71° 21′ 47″ W   | Sherborn |                                                |
| 11    | Deacon William Leland House                     | weitere Bilder                                  | 3. Jan. 1986 ID-Nr. 86000503  | 27 Hollis St. 42° 12′ 28,7″ N, 71° 23′ 5″ W    | Sherborn |                                                |
| 12    | Charles D. Lewis House                          | Charles D. Lewis House                          | 3. Jan. 1986 ID-Nr. 86000504  | 81 Hunting Ln. 42° 14′ 58″ N, 71° 23′ 0″ W     | Sherborn |                                                |
| 13    | Daniel Morse III House                          | Daniel Morse III House                          | 3. Jan. 1986 ID-Nr. 86000505  | 210 Farm Rd. 42° 14′ 5″ N, 71° 20′ 13″ W       | Sherborn |                                                |
| 14    | Morse-Barber House                              | Morse-Barber House                              | 3. Jan. 1986 ID-Nr. 86000493  | 46 Forest St. 42° 13′ 14″ N, 71° 21′ 23″ W     | Sherborn |                                                |
| 15    | Morse-Tay-Leland-Hawes House                    | Morse-Tay-Leland-Hawes House                    | 3. Jan. 1986 ID-Nr. 86000506  | 266 Western Ave. 42° 13′ 24″ N, 71° 24′ 3″ W   | Sherborn |                                                |
| 16    | Asa Sanger House                                | Asa Sanger House                                | 3. Jan. 1986 ID-Nr. 86000507  | 70 Washington St. 42° 14′ 8″ N, 71° 22′ 52″ W  | Sherborn |                                                |
| 17    | Richard Sanger III House                        | Richard Sanger III House                        | 3. Jan. 1986 ID-Nr. 86000508  | 60 Washington St. 42° 14′ 9″ N, 71° 22′ 48″ W  | Sherborn |                                                |
| 18    | Sawin-Bullen-Bullard House                      | Sawin-Bullen-Bullard House                      | 3. Jan. 1986 ID-Nr. 86000509  | 60 Brush Hill Rd. 42° 15′ 27″ N, 71° 24′ 15″ W | Sherborn |                                                |
| 19    | Sewall-Ware House                               |                                                 | 3. Jan. 1986 ID-Nr. 86000494  | 100 S. Main St. 42° 13′ 43″ N, 71° 22′ 2″ W    | Sherborn |                                                |
| 20    | Sherborn Center Historic District               | Sherborn Center Historic District               | 3. Jan. 1986 ID-Nr. 86000495  | 42° 14′ 30″ N, 71° 22′ 16″ W                   | Sherborn |                                                |
| 21    | Sudbury Aqueduct Linear District                | weitere Bilder                                  | 18. Jan. 1990 ID-Nr. 89002293 | 42° 16′ 8,6″ N, 71° 22′ 55,7″ W                | Sherborn | Erstreckt sich von Framingham bis nach Newton. |
| 22    | Joseph Twitchell House                          | Joseph Twitchell House                          | 3. Jan. 1986 ID-Nr. 86000510  | 32 Pleasant St. 42° 13′ 55″ N, 71° 24′ 6″ W    | Sherborn |                                                |
| 23    | H. G. Vaughn House                              | H. G. Vaughn House                              | 3. Jan. 1986 ID-Nr. 86000511  | 5 Sparhawk Rd. 42° 12′ 24″ N, 71° 22′ 9″ W     | Sherborn |                                                |
| 24    | Ware’s Tavern                                   | Ware’s Tavern                                   | 3. Jan. 1986 ID-Nr. 86000512  | 113 S. Main St. 42° 13′ 39″ N, 71° 21′ 58″ W   | Sherborn |                                                |
| 25    | Woodland Farm-Leland House                      | Woodland Farm-Leland House                      | 3. Jan. 1986 ID-Nr. 86000513  | 104 Woodland St. 42° 13′ 19″ N, 71° 22′ 54″ W  | Sherborn |                                                |